# Carroll Automobile Company
Carroll Automobile Company war ein US-amerikanischer Hersteller von Automobilen.

## Unternehmensgeschichte
Das Unternehmen wurde 1921 in Lorain in Ohio gegründet. Von 1921 bis 1922 stellte es Automobile her, die als Carroll vermarktet wurden. Insgesamt entstanden 183 Fahrzeuge, von denen eines noch existiert.

## Fahrzeuge
Im Angebot stand nur ein Modell. Der Sechszylindermotor kam laut zweier Quellen von der Beaver Manufacturing Company. Der Motor des erhalten gebliebenen Fahrzeugs hat allerdings ein Typenschild mit der Aufschrift Buda, stammt also von Buda. Der Motor leistete 66 PS. Das Fahrgestell hatte 325 cm Radstand. Zur Wahl standen zweisitziger Roadster und fünfsitziger Tourenwagen. Eine Quelle meint, dass der Roadster ein Prototyp blieb. Auffallend war der weit hinter der Vorderachse montierte Kühlergrill.